# Rhyacophila putata
Rhyacophila putata is een schietmot uit de familie Rhyacophilidae. De soort komt voor in het Oriëntaals gebied.